# Casey Nicholaw

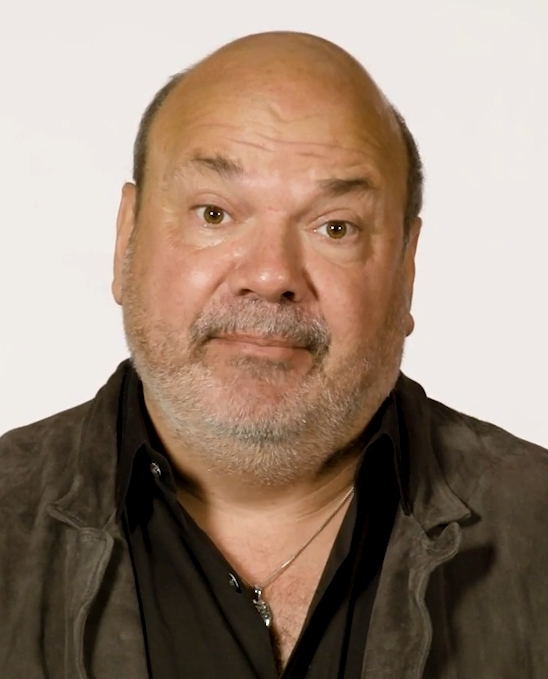
Casey Nicholaw en 2018

Casey Nicholaw (nacido el 6 de octubre de 1962) es un director de teatro, coreógrafo e intérprete estadounidense. Ha sido nominado a varios premios Tony por su trabajo en la dirección y coreografía de The Drowsy Chaperone (2006), The Book of Mormon (2011), Aladdin (2014), Something Rotten! (2015), Mean Girls (2018) y The Prom (2019), y por la coreografía de Monty Python's Spamalot (2005), ganando por su codirección de The Book of Mormon con Trey Parker. También fue nominado a los Drama Desk Awards por Dirección y Coreografía Destacada por The Drowsy Chaperone (2006) y Something Rotten! (2015) y a la mejor coreografía por Spamalot (2005).).

## Biografía
Hijo de Andy y Kay Nicholaw y el mayor de tres hijos, Nicholaw creció en San Diego, California, y actuó en el teatro comunitario allí cuando era adolescente. Se graduó en el Clairemont High School en 1980 y asistió a la Universidad de California, Los Ángeles . Es sobrino del difunto George Nicholaw, quien fue gerente general durante mucho tiempo de la estación de radio KNX (AM) en Los Ángeles, California .

### Trayectoria profesional
Actor
Como actor, Nicholaw interpretó a Junior y otros papeles en Crazy for You (1992-94); interpretó a Wall Street Wolf y otros papeles en The Best Little Whorehouse Goes Public (1994); interpretó a Gregor, Juke y otros papeles en Victor/Victoria (1995-97); interpretó a Corky, Luke y otros papeles en Steel Pier (1997); fue suplente y actuó como Neville en La Pimpinela Escarlata (1999); además interpretó a Frank Manero en Fiebre del sábado noche (1999-2000); fue suplente del papel de Horton y otros papeles en Seussical (2000-01); e interpretó a Dexter, entre otros papeles, en Thoroughly Modern Millie (2002-04). Se le puede escuchar en el álbum de la mayoría de estos musicales.
Sus otros créditos de actuación incluyen Billion Dollar Baby ( Off-Off-Broadway ), para un concierto de Musicals in Mufti (1998) y Bells Are Ringing at the Goodspeed Opera House (1990).
Director y coreógrafo
En Broadway, Nicholaw dirigió y coreografió The Drowsy Chaperone (2006), coreografió Spamalot (2005) y dirigió To Be or Not to Be, que se estrenó el 2 de octubre de 2008 para el Manhattan Theatre Club . Ha sido nominado a los premios Tony y Drama Desk Awards por su trabajo en Broadway.
Otros créditos coreográficos de Nicholaw incluyen Follies for New York City Center 's Encores! ( Off-Broadway, 2007; también dirigió esta producción); la producción de Spamalot en el West End y la gira nacional estadounidense (2006); The Drowsy Chaperone en Los Ángeles (2005; como director y coreógrafo); Pacífico Sur en Carnegie Hall (2005); Lucky Duck ( Old Globe Theatre, 2004) y Can-Can for Encores! (Fuera de Broadway, 2004). ¡También coreografió Bye Bye Birdie (2002) para Encores!; Sinatra: su voz, su mundo, su manera en el Radio City Music Hall ; y Candide para la serie de conciertos de Broadway de la Filarmónica de Nueva York .
En enero de 2009, Nicholaw fue director y coreógrafo del debut en Los Ángeles de Minsky's, un musical basado en la película de 1968 The Night They Raided Minsky's, en el Teatro Ahmanson .
Nicholaw dirige y coreografía un nuevo musical, Robin and the 7 Hoods, basado en la película del Rat Pack de los años 60. El musical incluye canciones de Sammy Cahn y Jimmy Van Heusen con un libro de Rupert Holmes (en sustitución de Peter Ackerman). El espectáculo se representó en el Old Globe Theatre de San Diego (California) desde el 30 de julio de 2010 hasta agosto, con un reparto en el que figuraban Will Chase y Amy Spanger.
Es el director y coreógrafo del musical Elf: the Musical estrenado oficialmente en Broadway en el Al Hirschfeld Theatre el 10 de noviembre de 2010 y se cerró el 2 de enero de 2011. 
También dirigió y coreografió el musical de teatro Aladdin, que se estrenó en el 5th Avenue Theatre de Seattle (Washington) del 7 al 31 de julio de 2011. El musical utiliza canciones de la película Aladdin de 1992, con un nuevo libro de Chad Beguelin y nuevas letras de Beguelin y Alan Menken. El espectáculo se estrenó en Broadway en el New Amsterdam Theatre el 20 de marzo de 2014
Nicholaw dirigió y fue el coreógrafo el nuevo musical Something Rotten!, lanzado en  en Broadway en el St. James Theatre el día 23 de marzo de 2015, con una inauguración oficial de estreno 22 de abril.
Nicholaw dirigirá Animal House: The Musical, que debía presentar una partitura original de la banda de ventas multiplatino Barenaked Ladies ("One Week", "Pinch Me"), pero ahora está siendo compuesta por David Yazbek . Michael Mitnick escribirá el libreto de la producción teatral.
Dirigió y coreografió la producción del West End del musical Dreamgirls, que se inauguró oficialmente el 14 de diciembre de 2016 en el Teatro Savoy .
Nicholaw dirigió y coreografió The Prom on Broadway, que fue inaugurrado el día 15 de noviembre de 2018 en el Longacre Theatre. El musical
En 2021, se anunció que debutará en la dirección cinematográfica dirigiendo la adaptación de la película  de pamalot para Paramount Pictures, con Eric Idle escribiendo el guion y Dan Jinks como productor.

## Premios y nominaciones
Nominado
| Year         | Award                      | Category                                           | Work                       | Result   |
| ------------ | -------------------------- | -------------------------------------------------- | -------------------------- | -------- |
| 2005         | Tony Award                 | Mejor coreografía                                  | Spamalot                   | Nominado |
| 2005         | Drama Desk Award           | Coreografía destacada                              | Spamalot                   | Nominado |
| 2005         | Outer Critics Circle Award | Coreografía destacada                              | Spamalot                   | Nominado |
| 2006         | Tony Award                 | Mejor dirección de un musical                      | The Drowsy Chaperone       | Nominado |
| 2006         | Tony Award                 | Mejor coreografía                                  | The Drowsy Chaperone       | Nominado |
| 2006         | Drama Desk Award           | Director destacado de un musical                   | The Drowsy Chaperone       | Nominado |
| 2006         | Drama Desk Award           | Coreografía destacada                              | The Drowsy Chaperone       | Nominado |
| 2006         | Outer Critics Circle Award | Coreografía destacada                              | The Drowsy Chaperone       | Nominado |
| 2008         | Laurence Olivier Award     | Mejor coreógrafo de teatro                         | The Drowsy Chaperone       | Nominado |
| 2011         | Tony Award                 | Mejor director de Musical                          | The Book of Mormon         | Ganador  |
| 2011         | Tony Award                 | Mejor coreografía                                  | The Book of Mormon         | Nominado |
| 2011         | Drama Desk Award           | Director destacado de un musical                   | The Book of Mormon         | Ganador  |
| 2011         | Drama Desk Award           | Coreografía destacada                              | The Book of Mormon         | Nominado |
| 2011         | Outer Critics Circle Award | Director destacado de un musical                   | The Book of Mormon         | Ganador  |
| 2011         | Outer Critics Circle Award | Coreografía destacada                              | The Book of Mormon         | Nominado |
| 2011         | Astaire Award              | Coreógrafo destacado en un espectáculo de Broadway | The Book of Mormon         | Nominado |
| 2014         | Tony Award                 | Mejor coreografía                                  | Aladdin                    | Nominado |
| 2014         | Drama Desk Award           | Coreografía destacada                              | Aladdin                    | Nominado |
| 2014         | Outer Critics Circle Award | Coreografía destacada                              | Aladdin                    | Nominado |
| 2014         | Astaire Award              | Mejor coreografía en un show de Brodway            | Aladdin                    | Nominado |
| 2014         | Laurence Olivier Award     | Mejor coreografía de teatro                        | The Book of Mormon         | Ganador  |
| 2015         | Tony Award                 | Mejor dirección de un musical                      | Something Rotten!          | Nominado |
| 2015         | Tony Award                 | Mejor coreografía                                  | Something Rotten!          | Nominado |
| 2015         | Drama Desk Award           | Director destacado de un musical                   | Something Rotten!          | Nominado |
| 2015         | Drama Desk Award           | Coreografía destacada                              | Something Rotten!          | Nominado |
| 2015         | Outer Critics Circle Award | Director destacado de un musical                   | Something Rotten!          | Nominado |
| 2015         | Outer Critics Circle Award | Coreografía destacada                              | Something Rotten!          | Nominado |
| 2015         | Astaire Award              | Mejor Coreógrafo                                   | Something Rotten!          | Nominado |
| 2016         | Astaire Award              | Director destacado de un musical                   | Tuck Everlasting           | Nominado |
| Nominado2017 | Helpmann Awards            | Mejor coreografía en un musical                    | The Book of NominadoMormon | Nominado |
| Nominado2017 | Helpmann Awards            |                                                    | Aladdin                    | Nominado |
| 2018         | Tony Award                 | Mejor dirección de un musical                      | Mean Girls                 | Nominado |
| 2018         | Tony Award                 | Mejor coreografía                                  | Mean Girls                 | Nominado |
| 2018         | Drama Desk Award           | Coreografía destacada                              | Mean Girls                 | Nominado |
| 2018         | Outer Critics Circle Award | Director destacado de un musical                   | Mean Girls                 | Nominado |
| 2019         | Tony Award                 | Mejor dirección de un musical                      | The Prom                   | Nominado |